# Munus

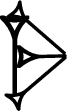
A MUNUS sumer változata

A MUNUS késői változata

A sumer MUNUS (𒊩 vagy MUG2, SAL, akkád sinništu, raqāqu, bişşūru, ūru) az ékírásban szójel, jelentése nő, asszony. Mindenféle összetételben alkalmazták, ahol személyek nőnemét akarták jelezni, ezért a nőnem determinatívumává vált. Eredetére nézve egyértelműen a rajzos piktogramokból közvetlenül átkerült forma, eredetileg csúcsán álló háromszög, néha függőleges vonallal a közepén. Ez a női szeméremdombra utaló forma. A piktogramos írás ékírássá alakulása során osztozott a többi jel sorsában, 90°-ban elfordult, így átfogójával függőleges, csúcsával a sor irányába néző háromszöggé vált.
Az ékírásban használatos jel szinte alig változott az írás használatának évezredei alatt, a sumerek, akkádok, asszírok, hettiták és arámiak ugyanolyan formában írták, ezt annak köszönheti, hogy a jel alakja és jelentése soha nem távolodott el egymástól. Az ékírás késői szakaszában előfordul, hogy a háromszög szárai kinyílnak, és alsó vége más irányú lesz, ami valószínűleg az írásgyorsítás eszköze. A NIN („hölgy”) állandó ligatúrává vált. Hammurapi törvényoszlopa feliratain a MUNUS.TÛG ligatúrával írták (𒊩𒌆) a „nő” fogalmát, ehelyett később a MUNUS.KA (𒊩𒅗) is használatos volt az asszíroknál. A MUNUS.KU (NIN9) összetétellel írták (𒊩𒆪) a leánytestvér szót.
Személynevek esetében f formában jelöljük a MUNUS jel jelenlétét a femininum egyértelműsítésére. Ekkor nem tartozik a szó kiejtéséhez, csak determinatívumként szerepel. Az egyéb esetekben felső indexben kiírjuk, például munusmegida2 (, akkád šaḫītu) a „koca” jelentésű megida és megida2 nyomatékos egyértelműsítése, jelentése „nőstény disznó”.
További jelentései az „asszony” szóhoz kapcsolódó más szavak. A MUG2 (akkád bişşūru, ūru) a nő külső nemi szerveket jelenti. A SAL (akkád raqāqu) valaminek a vége.